# Wakayama
Wakayama (和歌山市, Wakayama-shi) és una ciutat del Japó, capital de la prefectura de Wakayama, a la regió de Kansai. És un centre comercial i port a l'entrada del golf d'Osaka. Ha experimentat un important desenvolupament industrial, principalment en el ram de la metal·lúrgia. Hi ha també refineries de petroli i una universitat.

## Ciutats agermanades
- Bakersfield, Califòrnia, Estats Units d'Amèrica
- Jeju, Corea del Sud
- Richmond, Colúmbia Britànica, Canadà
- Jinan, Xina